# Curt Hartzell
Curt Hartzell (Norrköping, 1891. szeptember 3. – Stockholm, 1975. január 17.) olimpiai bajnok svéd tornász.
Részt vett az 1912. évi nyári olimpiai játékokon, és tornában a svéd rendszerű csapat összetettben aranyérmes lett.
Klubcsapata a Norrköpings GF volt.